# Срђан Драгојевић
Срђан Драгојевић (Београд, 1. јануар 1963) српски је филмски и телевизијски редитељ, сценариста и писац. Каријеру на филму почео је током 1990-их и убрзо је постао један од најпрепознатљивијих личности српске кинематографије. Најпознатији је по режији остварења Ми нисмо анђели, Лепа села лепо горе, Ране и Парада.

## Биографија
Драгојевић је рођен у Београду 1963. Још као основношколац је са својом панк групом Луцифер на музичком фестивалу Панкеријада 1979. освојио прву награду. Матурирао је у Земунској гимназији. Након што је одустао од студирања на Правном факултету, уписао је психологију на Филозофском факултету. Пред крај студија, уписао је Факултет драмских уметности где је такође дипломирао. У међувремену је одслужио војну обавезу у Љубљани и на Пељешцу. Такође је издао и три збирке песама, а за једну од њих, „Књига акционе поезије”, добио је 1986. награду Бранко Радичевић.
Као млад редитељ снимио је филм Ми нисмо анђели, тинејџерску комедију којом је постао признати редитељ. Следећи његов филм Лепа села лепо горе је ратна драма по тексту Вање Булића, која говори о протеклом рату на подручју бивше Југославије. Следећи његов филм Ране говори о последицама рата и стању друштва утонулог у криминал. Неколико година је покушавао снимити филм у Холивуду, али се због различитости менталитета вратио у Србију.
Потом је радио продуцентске послове успут покушавајући да сними и нови филм. Прво је покушао да сними „Бодљикаво прасе” по роману Џулијана Барнса и „Афтер — постхолокаустну драму”, адаптацију романа Мелвина Букеа. Снимио је наставак свог првог филма под називом Ми нисмо анђели 2 (2005) и написао сценарио за трећи наставак који је снимљен под називом Ми нисмо анђели 3. Године 2009. снимио је остварење Свети Георгије убива аждаху по драми Душана Ковачевића.

### Политичка делатност
Драгојевић је у децембру 2010. постао члан Социјалистичке партије Србије (СПС), а убрзо и члан Главног одбора СПС-а. Ипак, у интервјуу за Недељник, датом 2021, открио је да никада није био члан СПС, већ да је наступао као нестраначка личност. На парламентарним изборима 2012. био је кандидат СПС-а за народног посланика, али је постао посланик тек након реконструкције Владе у августу 2013.
Крајем 2016. Драгојевић је изјавио да више никада неће гласати за било кога ко је провео један минут на власти. Пошто је јасно подржао Сашу Јанковића као кандидата на изборима за председника Републике 2017, искључен је из чланства Социјалистичке партије Србије.

## Приватни живот
Био је оженен сликарком Татјаном Стругар с којом има троје деце. Развелили су се 2005. С другом супругом има двоје деце.

### Ставови
Драгојевић је у интервјуу за Време 2015. рекао да се декларише као комуниста. У интервјуу за Блиц 2015. Драгојевић је као народни посланик СПС-а, изјавио:
Питање класне борбе је једино суштинско питање.— Срђан Драгојевић, интервју за Блиц (2015)
У разговору за Нову 2021, Драгојевић је истакао да себе види као хришћанског марксисту.

## Радови
| Година      | Филм / ТВ серија                           | Редитељ | Сценариста | Продуцент | Награде / Напомене                                                               |
| ----------- | ------------------------------------------ | ------- | ---------- | --------- | -------------------------------------------------------------------------------- |
| 1992.       | Ми нисмо анђели                            | Да      | Да         | Не        |                                                                                  |
| 1994.       | Два сата квалитетног ТВ програма           | Да      | Не         | Да        | Телевизијска филмска драма                                                       |
| 1995.       | Отворена врата                             | Да      | Не         | Не        | ТВ серија, редитељ неколико епизода                                              |
| 1996.       | Лепа села лепо горе                        | Да      | Да         | Не        | Награда жирија на Међународном филмском фестивалу у Сао Паулу                    |
| 1998.       | Ране                                       | Да      | Да         | Не        | Награда Бронзани коњ на Међународном филмском фестивалу у Стокхолму              |
| 2005.       | Ми нисмо анђели 2                          | Да      | Не         | Да        |                                                                                  |
| 2006.       | Ми нисмо анђели 3: Рокенрол узвраћа ударац | Не      | Да         | Да        |                                                                                  |
| 2009.       | Свети Георгије убива аждаху                | Да      | Не         | Да        | Награда за најбољи уметнички допринос на Светском филмском фестивалu у Монтреалу |
| 2010.       | Монтевидео, Бог те видео!                  | Не      | Да         | Не        |                                                                                  |
| 2011.       | Парада                                     | Да      | Да         | Да        | Три награде на Међународном филмском фестивалу у Берлину                         |
| 2014.       | Атомски здесна                             | Да      | Да         | Да        |                                                                                  |
| 2021.       | Небеса                                     | Да      | Да         | Не        |                                                                                  |
| надолазећи. | Мајор и Хелена                             |         |            |           |                                                                                  |